# Amilcare Bietti
Amilcare Bietti est un physicien et préhistorien italien né à Milan le 10 août 1937 et mort à Rome le 28 juillet 2006.

## De la physique théorique à la Préhistoire
Après avoir obtenu une laurea cum laude en physique théorique en 1960, il devient chercheur au California Institute of Technology de Pasadena en 1964 et 1965. Il obtient une libera docenza (habilitation à diriger des recherches) en physique théorique en 1967, puis enseigne les théories quantiques à l’Université de Rome « La Sapienza ».
Seul ou en collaboration avec d’autres physiciens, il publie dans les années 1960 plusieurs travaux importants sur la physique des particules élémentaires.
Il décide de changer de champ de recherche et de profession en raison des fortes compétitions internationales et de la course au résultat en physique, qui lui paraissent incompatibles avec une activité de recherche qu’il conçoit comme un libre parcours intellectuel.
Il s’oriente vers la paléoanthropologie et l’archéologie préhistorique, pour lesquelles il se passionnait depuis ses années de lycée. Il va mettre à profit ses acquis scientifiques et développer l’utilisation d’applications mathématiques et statistiques en Préhistoire (analyses multidimensionnelles, cluster analysis, pattern recognition, application de l’analyse de texture aux études tracéologiques).
Il combine les approches typologiques héritées de François Bordes et la perspective anthropologique et processualiste de la New Archaeology anglo-saxonne (Archéologie processuelle).
À l'Université de Rome « La Sapienza », il devient professeur d’ethnologie à l’Institut d’ethnologie en 1980, professeur associé d’écologie préhistorique au département de biologie animale et humaine en 1983 et professeur ordinaire en 2004. Il enseigne également les « Méthodes mathématiques et statistiques appliquées à l’archéologie et à la palethnologie » et l’archéométrie.
Ses élèves et collègues se souviennent de son immense culture, s’étendant bien au-delà du champ de ses disciplines de recherche, tant vers l’histoire, l'histoire de l'art, la musique, les sciences naturelles que la philatélie ou la mycologie.

## Travaux

### Activités de terrain
- à partir de 1979 : fouille de l’abri Salvini à Terracina ;
- fouille du site moustérien de la grotte Breuil, Monte Circeo ;
- prospections sur le Monte Genzana (Abruzzes) et identification de sites moustériens d’altitude (2 100 m) ;
- à partir de 1995, reprise des fouilles de l’abri Mochi aux Balzi Rossi ;
- fouille d’un sol du Paléolithique supérieur de la grotte Sant’Angelo (Lettomanoppello, Abruzzes)

### Autres activités scientifiques
- membre (1971) puis secrétaire et directeur de l’Istituto italiano di paleontologia umana
- membre puis président (1991-1996) de la IVe commission scientifique de l’Union internationale des sciences préhistoriques et protohistoriques
- direction de la revue Quaternaria nova

### Sélection de publications
Sélection de publications :
- Bietti, A. (1965) - « Dashen-Lee Sum Rules for Magnetic Moments », Physical Review, vol. 140 (4B).
- Bietti, A. (1966) - « Application of the Current Commutation Relations to the N*** Photoproduction », Physical Review, vol. 144 (4).
- Bietti, A. (1966) - « Sum Rules for Magnetic Quadrupole and Electric Dipole Moments: An Application of the Algebra of Current Components  », Physical Review, vol. 142 (4).
- Bietti, A. (1990) - « The Late Upper Paleolithic in Italy : an overview », Journal of World Prehistory, vol. 4, no 1.
- Bietti, A. et Manzi, G. (1992) - The fossil man of Monte Circeo : fifty years of studies on the neandertals in Latium, Quaternaria Nova, Vol. I, 1990-1991, Proceedings of the International Symposium.
- Bietti, A. et Grimaldi, S. (1995) - « Levallois débitage in Central Italy : technical achievements and raw material procurement », in: The definition and interpretation of Levallois technology, Dibble, H.L. et Bar-Yosef, O., (Éds.), Monographs in World Archaeology no 23, Prehistory Press, p. 125-142.
- Bietti, A., Grimaldi, S., Mancini, V., Rossetti, P. et Zanzi, G. L. (1991) - « Chaînes opératoires et expérimentation : quelques exemples du Moustérien de l'Italie centrale », in: 25 ans d'Études technologiques en Préhistoire, Juan-les-Pins, XIèmes Rencontres Internationales d'Archéologie et d'Histoire d'Antibes, Ed. ADPCA, p. 109-124.

### Exposition
- 1984 : Ancestors, the hard evidence, Museum d'Histoire naturelle de New York

## Sources
- Alahique, F., Bietti Sestieri, A. M., Cassandro, M., Grimaldi, S., Manzi, G., Negrino, F. et Zanello, L. (2006) - Ricordo di Amilcare
- « Un grave lutto per la Preistoria italiana », Istituto Italiano di Preistoria e Protostoria